# ウズベキスタンフットサルリーグ
ウズベキスタンフットサルリーグ (英語: Uzbekistan Futsal League) はウズベキスタンサッカー連盟が主催する、ウズベキスタンの国内最上位フットサルリーグである。リーグ優勝クラブは翌年のAFCフットサルクラブ選手権の出場権を獲得する。

## 所属チーム (2011-12シーズン)
| クラブ名                      | 本拠地         |
| ----------------------------- | -------------- |
| アルドゥス・タシュケント      | タシュケント   |
| ロコモティフ・タシュケント    | タシュケント   |
| ストロイテル・ザラフシャン    | ザラフシャン   |
| ブニョドコル・タシュケント    | タシュケント   |
| マクサム・チルチク            | チルチク       |
| カガン                        | カガン         |
| トゥーラン・S・アンディジャン | アンディジャン |
| パフタコール・タシュケント    | タシュケント   |

## 過去の結果
過去のリーグ成績の一覧。

### 男子
| 年度 | 1                             | 2                          | 3                        |
| ---- | ----------------------------- | -------------------------- | ------------------------ |
| 1997 | R.マダミノフ・ヒヴァ          |                            |                          |
| 1998 | トゥーラン・S・アンディジャン |                            |                          |
| 1999 | トゥーラン・S・アンディジャン |                            |                          |
| 2000 | トゥーラン・S・アンディジャン |                            |                          |
| 2001 | DJKAタシュケント              |                            |                          |
| 2002 | トゥーラン・S・アンディジャン |                            |                          |
| 2003 | ナフィス・サマルカンド        |                            |                          |
| 2004 | ジザフ・S・ジザフ             |                            |                          |
| 2005 | アルドゥス・タシュケント      |                            |                          |
| 2006 | アルドゥス・タシュケント      | ストロイテル・ザラフシャン | ジザフ・S・ジザフ        |
| 2007 | アルドゥス・タシュケント      | ストロイテル・ザラフシャン | ストロイテルPEM          |
| 2008 | ウチュクドゥク                |                            | アルドゥス・タシュケント |
| 2009 | ストロイテル・ザラフシャン    | アルドゥス・タシュケント   |                          |
| 2010 | アルドゥス・タシュケント      | ブニョドコル・タシュケント | マクサム・チルチク       |
| 2011 | アルドゥス・タシュケント      | ブニョドコル・タシュケント | マクサム・チルチク       |
| 2012 |                               |                            |                          |

### 女子
- 2005:セヴィンチ・カルシ
- 2006:セヴィンチ・カルシ
- 2007:セヴィンチ・カルシ
- 2008:セヴィンチ・カルシ アンディジャンカ・アンディジャン  ストロイテル・ザラフシャン
- 2009:
- 2010:
- 2011:セヴィンチ・カルシ オリンピア・カルシ アンディジャンカ・アンディジャン